# ISO 3166-2:MU
ISO 3166-2:MU is een ISO-standaard met betrekking tot de zogenaamde geocodes. Het is een subset van de ISO 3166-2 tabel, die specifiek betrekking heeft op Mauritius. 
De gegevens werden op 10 december 2002 door het ISO 3166 Maintenance Agency aangepast bij middel van een nieuwsbrief. 
Hier worden 5 steden -  city (en) / ville (fr) –, 9 districten - district (en) / district (fr) – en 3 afhankelijke gebieden - dependency (en) / dépendance (fr) - gedefinieerd.
Volgens de eerste set, ISO 3166-1, staat MU voor Mauritius, het tweede gedeelte is een tweeletterige code.

## Codes
| Code  | Naam                    | Categorie          |
| ----- | ----------------------- | ------------------ |
| MU-AG | Agalega Islands         | afhankelijk gebied |
| MU-BR | Beau Bassin-Rose Hill   | stad               |
| MU-BL | Black River             | district           |
| MU-CC | Cargados Carajos Shoals | afhankelijk gebied |
| MU-CU | Curepipe                | stad               |
| MU-FL | Flacq                   | district           |
| MU-GP | Grand Port              | district           |
| MU-MO | Moka                    | district           |
| MU-PA | Pamplemousses           | district           |
| MU-PW | Plaines Wilhems         | district           |
| MU-PU | Port Louis              | stad               |
| MU-PL | Port Louis              | district           |
| MU-QB | Quatre Bornes           | stad               |
| MU-RR | Rivière du Rempart      | district           |
| MU-RO | Rodrigues Island        | afhankelijk gebied |
| MU-SA | Savanne                 | district           |
| MU-VP | Vacoas-Phoenix          | stad               |